# باسترک زیردم‌سرخ
باسترک زیردم‌سرخ (نام علمی: Toxostoma crissale) یک باسترک بزرگ است که در جنوب غربی ایالات متحده (غرب تگزاس، جنوب نیومکزیکو، جنوب آریزونا، جنوب شرقی کالیفرنیا، منتهی الیه جنوب نوادا و منتهی الیه جنوب غربی یوتا) تا مرکز مکزیک یافت می‌شود.

## رژیم غذایی
این گونه همه‌چیزخوار است و هم حشرات و عنکبوت‌ها و هم دانه‌ها و میوه‌ها را می‌خورد. باسترک زیردم‌سرخ عمدتاً یک تغذیه‌کننده زمین است و از نوک بلند خود برای جستجوی طعمه خود در بین بستر برگ‌ها، به‌ویژه در زیر بوته‌ها استفاده می‌کند.